# Redemption (musikalbum av Ektomorf)
Redemption är det ungerska metalbandet Ektomorfs nionde fullängdsalbum som släpptes den 17 december 2010.

## Låtlista
1. "Last Fight" - 4:16
2. "Redemption" - 2:51
3. "I'm In Hate" - 3:25
4. "God Will Cut You Down" - 3:04
5. "Stay Away" - 2:25
6. "Never Should" - 4:21
7. "Sea Of My Misery" - 2:12
8. "The One" [Feat. Danko Jones] - 3:40
9. "Revolution" - 3:48
10. "Cigany" - 3:08
11. "Stigmatized" - 4:38
12. "Anger" - 3:28
13. "Kill Me Now" [Limited Edition Digipack Bonus]